# Adrienn Hormay
Adrienn Hormay (ur. 7 października 1971 w Peczu) – węgierska szpadzistka, wielokrotna medalistka mistrzostw świata.
W 1991 roku zdobyła brązowy medal w szpadzie indywidualnej na mistrzostwach świata juniorów w Stambule.
Podczas mistrzostw świata w Atenach w 1994 roku Węgierki w składzie: Gyöngyi Szalay, Adrienn Hormay, Mariann Horváth i Hajnalka Király zdobyły srebrny medal w turnieju drużynowym. W tej samej konkurencji zdobywała następnie złote medale na mistrzostwach świata w Hawanie (1995), mistrzostwach świata w Kapsztadzie (1997) i mistrzostwach świata w Lizbonie (2002), kolejny srebrny na mistrzostwach świata w Lipsku (2005) oraz brązowe na mistrzostwach świata w Nîmes (2001) i mistrzostwach świata w Hawanie (2003).
Wystartowała na igrzyskach olimpijskich w Atlancie (1996), gdzie indywidualnie była szósta, a drużynowo czwarta. Na rozgrywanych osiem lat później igrzyskach olimpijskich w Atenach drużynowo była piąta, a indywidualnie zajęła siedemnaste miejsce.
Ponadto zdobyła złoto drużynowo na mistrzostwach Europy w Koblencji w 2001 roku i mistrzostwach Europy w Moskwie w 2002 roku, srebrne na mistrzostwach Europy w Funchal w 2000 roku, mistrzostwach Europy w Izmirze w 2006 roku i mistrzostwach Europy w Gandawie w 2007 roku oraz brązowy na mistrzostwach Europy w Bolzano w 1999 roku. Na mistrzostwach Europy w Kijowie w 2008 roku zwyciężyła w rywalizacji indywidualnej.